# Luigi Canotto
Luigi Canotto (Rossano, 19 maggio 1994) è un calciatore italiano, ala o attaccante del Trapani.

## Carriera

### Club

#### Gli inizi
Cresciuto nel settore giovanile della Reggina, nel 2010, a soli sedici anni, trascorre una stagione da titolare alla Rossanese, squadra della sua città natale, in Serie D. Tesserato dal Siena dopo la retrocessione del club reggino in Serie B, passa sei mesi in prestito al Salerno, per poi rientrare nel settore giovanile dei bianconeri, con cui si mette in mostra nel Torneo di Viareggio. Il 31 luglio 2013 passa in comproprietà al Sorrento, con cui non riesce ad evitare la retrocessione in Serie D. Il 17 luglio 2014 si trasferisce al Südtirol; rimasto ai margini della rosa dei biancorossi, nel gennaio seguente scende di categoria, legandosi all'Agropoli. Dopo aver segnato 11 reti con il club campano, nell'agosto seguente passa al Melfi, con cui mette a segno la rete più veloce dei campionati professionistici italiani. L'8 luglio 2016 viene tesserato dal Trapani; il 31 agosto 2017 si trasferisce alla Juve Stabia, con cui due anni più tardi conquista la promozione in Serie B.

#### Chievo
Il 27 agosto 2020 firma un contratto triennale con il Chievo. Dopo una prima parte di stagione complicata, in cui parte spesso dalla panchina, si rivela una pedina fondamentale nel girone di ritorno, realizzando quattro reti nelle ultime quattro gare. Conclude la sua prima annata in casacca clivense con 5 goal all'attivo, utili alla causa per l'accesso ai play-off, dove la squadra viene eliminata nel turno preliminare.

#### Frosinone e prestiti a Reggina e Cosenza
Il 4 agosto 2021 firma un contratto triennale con il Frosinone. Il 20 settembre trova la prima rete con i ciociari, nel pareggio casalingo col Brescia. 
Il 25 luglio 2022 passa in prestito con obbligo di riscatto alla Reggina, in cui aveva già militato a livello giovanile.. Il 10 settembre, alla quinta giornata, segna il suo primo gol con gli amaranto, realizzando l'unica rete della vittoria in casa del Pisa.Il 19 maggio 2023 segna il gol decisivo in pieno recupero nello scontro diretto contro l'Ascoli che permette agli amaranto la qualificazione al turno preliminare dei play-off.
Finito il prestito e vista la situazione della Reggina fa ritorno al Frosinone. Il 19 agosto 2023 esordisce in Serie A con i ciociari nella sconfitta interna per 1-3 contro il Napoli Campione d'Italia. Tuttavia, il 1º Settembre viene acquistato dal Cosenza, con la formula del prestito. Il 22 settembre segna la sua prima rete con i calabresi, siglando la vittoria in pieno recupero in casa del Palermo.
A fine prestito fa ritorno ai gialloblù, nel frattempo retrocessi in Serie B, con cui milita per una stagione (trovando poco spazio) per poi lasciare il club.

#### Ritorno al Trapani
Il 19 luglio 2025 fa ritorno al Trapani.

### Nazionale
Ha giocato nella nazionale Under-19.

## Statistiche

### Presenze e reti nei club
Statistiche aggiornate al 13 maggio 2025.
| Stagione           | Squadra            | Campionato         | Campionato | Campionato | Coppe nazionali | Coppe nazionali | Coppe nazionali | Coppe continentali | Coppe continentali | Coppe continentali | Altre coppe | Altre coppe | Altre coppe | Totale | Totale | Totale |
| Stagione           | Squadra            | Comp               | Pres       | Reti       | Comp            | Pres            | Reti            | Comp               | Pres               | Reti               | Comp        | Pres        | Reti        | Pres   | Reti   |        |
| ------------------ | ------------------ | ------------------ | ---------- | ---------- | --------------- | --------------- | --------------- | ------------------ | ------------------ | ------------------ | ----------- | ----------- | ----------- | ------ | ------ | ------ |
| 2010-2011          | Rossanese          | D                  | 26+2       | 1          | CI-D            | 1               | 0               | -                  | -                  | -                  | -           | -           | -           | 28     | 1      |        |
| 2011-gen. 2012     | Salerno            | D                  | 4          | 0          | CI-D            | 0               | 0               | -                  | -                  | -                  | -           | -           | -           | 4      | 0      |        |
| 2013-2014          | Sorrento           | 2D                 | 23+1       | 5          | CI-LP           | 1               | 0               | -                  | -                  | -                  | -           | -           | -           | 25     | 5      |        |
| 2014-gen. 2015     | Südtirol           | LP                 | 2          | 0          | CI+CI-LP        | 0+1             | 0               | -                  | -                  | -                  | -           | -           | -           | 3      | 0      |        |
| gen.-giu. 2015     | Agropoli           | D                  | 18+2       | 10+1       | CI-D            | 0               | 0               | -                  | -                  | -                  | -           | -           | -           | 20     | 11     |        |
| 2015-2016          | Melfi              | LP                 | 34+2       | 4          | CI+CI-LP        | 0+0             | 0               | -                  | -                  | -                  | -           | -           | -           | 36     | 4      |        |
| 2016-2017          | Trapani            | B                  | 13         | 0          | CI              | 0               | 0               | -                  | -                  | -                  | -           | -           | -           | 13     | 0      |        |
| ago. 2017          | Trapani            | C                  | 0          | 0          | CI+CI-C         | 3+0             | 2+0             | -                  | -                  | -                  | -           | -           | -           | 3      | 2      |        |
| Totale Trapani     | Totale Trapani     | Totale Trapani     | 13         | 0          |                 | 3               | 2               |                    | -                  | -                  |             | -           | -           | 16     | 2      |        |
| set. 2017-2018     | Juve Stabia        | C                  | 30+2       | 8+1        | CI+CI-C         | 0+0             | 0               | -                  | -                  | -                  | -           | -           | -           | 32     | 9      |        |
| 2018-2019          | Juve Stabia        | C                  | 23         | 5          | CI+CI-C         | 2+0             | 1+0             | -                  | -                  | -                  | SC          | 2           | 0           | 27     | 6      |        |
| 2019-2020          | Juve Stabia        | B                  | 34         | 5          | CI              | 1               | 0               | -                  | -                  | -                  | -           | -           | -           | 35     | 5      |        |
| Totale Juve Stabia | Totale Juve Stabia | Totale Juve Stabia | 87+2       | 18+1       |                 | 3               | 1               |                    | -                  | -                  |             | 2           | 0           | 94     | 20     |        |
| 2020-2021          | Chievo             | B                  | 32+1       | 5          | CI              | 0               | 0               | -                  | -                  | -                  | -           | -           | -           | 33     | 5      |        |
| 2021-2022          | Frosinone          | B                  | 35         | 6          | CI              | 1               | 0               | -                  | -                  | -                  | -           | -           | -           | 36     | 6      |        |
| 2022-2023          | Reggina            | B                  | 37+1       | 6          | CI              | 0               | 0               | -                  | -                  | -                  | -           | -           | -           | 38     | 6      |        |
| lug.-ago. 2023     | Frosinone          | A                  | 1          | 0          | CI              | 0               | 0               | -                  | -                  | -                  | -           | -           | -           | 1      | 0      |        |
| set. 2023-2024     | Cosenza            | B                  | 23         | 1          | CI              | 0               | 0               | -                  | -                  | -                  | -           | -           | -           | 23     | 1      |        |
| 2024-2025          | Frosinone          | B                  | 9          | 1          | CI              | 0               | 0               | -                  | -                  | -                  | -           | -           | -           | 9      | 1      |        |
| Totale Frosinone   | Totale Frosinone   | Totale Frosinone   | 45         | 7          |                 | 1               | 0               |                    | -                  | -                  |             | -           | -           | 46     | 7      |        |
| Totale carriera    | Totale carriera    | Totale carriera    | 344+11     | 57+2       |                 | 10              | 3               |                    | -                  | -                  |             | 2           | 0           | 367    | 62     |        |

## Palmarès

### Club

#### Competizioni nazionali
- Serie C: 1

Juve Stabia: 2018-2019 (girone C)